# La Fonteta (Santa Llúcia de Mur)
La Fonteta és una font del terme municipal de Castell de Mur, en el poble de Santa Llúcia de Mur, de l'antic municipi de Mur.
Està situada a 717 m d'altitud, al sud-est del pont de la Carretera de Santa Llúcia de Mur sobre el barranc de la Fonteta, al bell mig de Santa Llúcia de Mur.